# Вурмб, Фридрих фон
Фридрих фон Вурмб (нем. Friedrich von Wurmb; 1742-1781) — немецкий ботаник.

## Биография
Фридрих фон Вурмб был родом из Тюрингии, из дворянской семьи Вурмб. У него была резиденция в Батавии (сегодня Джакарта) на индонезийском острове Ява. Его дом сохранился. Фридрих фон Вурмб был одним из основателей Нидерландского общества искусства и науки. Его коллекции образуют основу сегодняшнего национального музея и национальной библиотеки.

## Почести
Фридрих Шиллер (1759—1805) посвятил ему свой рассказ «Eine großmütige Handlung». Род растений Wurmbea Thunb. семейства Безвременниковые (Colchicaceae) был назван в его честь.